# Aleurochiton forbesii
Aleurochiton forbesii là một loài côn trùng cánh nửa trong họ Aleyrodidae, phân họ Aleyrodinae.
Aleurochiton forbesii được Ashmead miêu tả khoa học đầu tiên năm 1893.